# Tony Orlando and Dawn
Tony Orlando and Dawn (также: Dawn, позже — Dawn featuring Tony Orlando) — американская поп-группа, образовавшаяся в Нью-Йорке в 1970 году и получившая известность благодаря серии хит-синглов — «Candida» (#3 Billboard Hot 100, 1970), «Knock Three Times» (#1 US, 1970, #1 UK 1971), «Tie a Yellow Ribbon Round the Ole Oak Tree» (#1 US, #1 UK, 1973) и «He Don’t Love You (Like I Love You)» (#7 1974, US). В состав квартета вошли уже получивший к тому времени определённую известность певец Тони Орландо и трио бэк-вокалисток: Тельма Хопкинс, Джойс и Памела Винсент.
В 1973 году, стремясь освободиться от репутации исполнителя легкомысленных поп-песенок, Тони Орландо с продюсерами Хэнком Медрессом и Дэйвом Аппеллом записал оригинальный концептуальный альбом New Ragtime Follies (#43, Billboard 200), ставший, согласно Allmusic, самой интересной работой группы за всю её историю.
Dawn распались в 1977 году, реформировалась в 1988 году — первоначально для месячного турне, но, как оказалось, надолго: до 1993 года. В настоящее время Тони Орландо продолжает давать успешные концерты, в частности, с Lefty Brothers и Тони Вайном. Тельма Хопкинс стала известной актрисой (снимающейся, в основном, в ситкомах), сёстры Джойс и Памела Винсент продолжают работать сессионными вокалистками.

## Дискография

### Альбомы
- Candida (1970)
- Dawn Featuring Tony Orlando (1971)
- Tuneweaving (1973)
- Dawn's New Ragtime Follies (1973)
- Prime Time (1974)
- Candida & Knock Three Times (1974)
- Tony Orlando & Dawn II (1974)
- Golden Ribbons (1974)
- Greatest Hits (1975)
- He Don’t Love You (Like I Love You) (1975)
- Skybird (1975)
- To Be With You (1976)
- The World of Tony Orlando & Dawn (1976)
- Christmas Reunion (2005)

### Хит-синглы
- 1970 «Candida» #3 US (золотой статус); #9 UK; #8 AC (Adult Contemporary)
- 1970 «Knock Three Times» #1 US (золотой); #1 UK; # 2 AC
- 1971 «I Play and Sing» #25 US; #15 AC
- 1971 «Summer Sand» #33 US; # 9 AC
- 1971 «What are You Doing Sunday» #39 US; #3 UK; # 23 AC
- 1972 «Runaway/Happy Together» #79 US
- 1972 «Vaya Con Dios» #95 US; #37 AC
- 1972 «You’re a Lady» #70 US
- 1973 «Tie a Yellow Ribbon Round the Ole Oak Tree» #1 US (золотой); #1 UK; #1 AC
- 1973 «Say, Has Anybody Seen My Sweet Gypsy Rose» #3 US (золотой); #12 UK (1974); #1 AC
- 1974 «Who’s in the Strawberry Patch with Sally» #27 US; #37 UK; #3 AC
- 1974 «It Only Hurts When I Try To Smile» #81 US; #36 AC
- 1974 «Steppin' Out (Gonna Boogie Tonight)» #7 US; #4 AC
- 1975 «Look in My Eyes Pretty Woman» #11 US; #6 AC
- 1975 «He Don’t Love You (Like I Love You)» #1 US; #1 AC
- 1975 «Mornin' Beautiful» #14 US; #2 AC
- 1975 «You’re All I Need to Get By» #34 US; #13 AC
- 1975 «Skybird» #49 US; #7 AC
- 1976 «Cupid» #22 US; #2 AC
- 1976 «Midnight Love Affair» #15 AC
- 1977 «Sing» #58 US; #7 AC